# Trigonotis philippinensis
Trigonotis philippinensis är en strävbladig växtart som beskrevs av Merrill. Trigonotis philippinensis ingår i släktet Trigonotis och familjen strävbladiga växter. Inga underarter finns listade i Catalogue of Life.